# Aeroporto de Maniitsoq
Aeroporto de Maniitsoq (em gronelandês: Mittarfik Maniitsoq e em dinamarquês: Maniitsoq Lufthavn) é um aeroporto em Maniitsoq, 6ª cidade mais populosa da Gronelândia, no município de Qeqqata, no sudoeste da Gronelândia. É o aeroporto mais a sul do município de Qeqqata e possui uma pista asfaltada com 799 metros de comprimento.

## Linhas aéreas e destinos
A Air Greenland serve o Aeroporto de Maniitsoq com voos de avião para o Aeroporto de Nuuk, Aeroporto de Sisimiut e para o Aeroporto de Kangerlussuaq.